# Det var då...
Det var då... är en svensk TV-serie från 1989–1990 i regi av Göran Graffman, Thomas Hellberg, Hans Klinga och Staffan Roos, medan Lars Björkman och Ola Olsson var huvudförfattare. I rollerna ses bland andra Birgitte Söndergaard, Carina Lidbom, Jeanette Holmgren, Janne "Loffe" Carlsson och Lil Terselius. Serien hade premiär den 16 september 1989.
Serien, som klassades som såpopera, utspelade sig från våren 1958 till sommaren 1970 och skildrade rollfigurernas utveckling under denna period. Karaktäristiskt för serien var de återkommande autentiska filmklippen, hämtade från TV-arkivet, från olika händelser i Sverige och världen under dessa år. Serien fick dock mycket dålig kritik, vilket underströks av att den tilldelades Kalkonakademiens Kalkonpris, och en planerad andra säsong om resten av 1970-talet blev aldrig inspelad.

## Rollista (urval)
- Yvonne Svensson - Birgitte Söndergaard
- Ulla Ahlgren-Rydh - Carina Lidbom
- Pia Svensson - Jeanette Holmgren
- Karl-Otto "Kotten" Ahlgren - Janne "Loffe" Carlsson
- Fritte Berglund - Tjadden Hällström
- Fru Inga Svensson - Lil Terselius
- John Svensson - Tomas Pontén
- Gertrud Sjölander - Lena Söderblom
- Gunnar Svensson - Per Myrberg
- Redaktionschefen - Jan Nygren
- Berättaren – Jan Blomberg

Samt i alfabetisk ordning:
- Försvarsadvokat - Kristina Adolphson
- Kassör - Peter Andersson
- TV-reporter - Leif Andrée
- Magnus Ljung - Björn Andrésen
- Biografägaren - Sten Ardenstam
- Direktör Svalander - Christer Banck
- Regissör - Christian Berling
- Sjömansförmedlare - Mats Dahlbäck
- Berg - Dennis Dahlsten
- Torsten Berggren - Axel Düberg
- Eva-Lena - Agneta Ehrensvärd
- Popbandsledare - Magnus Ehrner
- Erik Rydh - Stig Engström
- Settervall - Magnus Eriksson
- Marianne Mattsson - Suzanne Ernrup
- Domare - Lauritz Falk
- Advokat Dahlberg - Björn Granath
- Åhörare - Kjell-Hugo Grandin
- Fängelsedirektör - Palle Granditsky
- "Siffran" - Göthe Grefbo
- Direktör - Per Grundén
- Vittne - Gerd Hagman
- Präst - Rune Hallberg
- Janne - Thomas Hanzon
- Holgersson - Peter Harryson
- Kronofogde - Per Holmberg
- Stina Törnberg - Helena Kallenbäck
- Esbjörn - Hans Klinga
- Guldsmed - Gösta Krantz
- Lisa Lindgren - Ann-Sofie Kylin
- Hälsoinspektör - Åke Lagergren
- Åklagare - Tomas Laustiola
- Nils-Olof Ljung - Leif Liljeroth
- Wredlund, kriminalpolis - Lars Lind
- "Helgonet" - Gunnel Lindblom
- Pierre Erixon - Claes Ljungmark
- Domare - Birger Malmsten
- Kaféägare - Gertrud Mariano
- Åklagare - Lasse Petterson
- Rektor - Gösta Prüzelius
- Wilhelm Ekman - Johan Rabaeus
- Fängelsdirektör - Thomas Roos
- Trikåfabrikör - Sif Ruud
- Vakt - Tage Severin
- Åklagare - Torsten Wahlund
- Börsmäklare - Jan Waldekranz
- Bankman - Gudmar Wivesson
- Ebba Berggren - Kerstin Widgren